# Enicospilus wahli
Enicospilus wahli là một loài tò vò trong họ Ichneumonidae.